# David Argue
David J. Argue (n. 26 decembrie 1959, Melbourne, Australia – d. 30 iulie 2025, Melbourne, Australia) foste un actor australian. Acesta este cunoscut pentru rolurile lui Snowly din filmul Gallipoli⁠(d) (1981) și Dicko din filmul Fiara (1984). De asemenea, acesta a interpretat rolul principal în filmul Hercules Returns⁠(d) (1993).

## Cariera
La vârsta de 16 ani, Argues a fost acceptat la National Institute of Dramatic Art⁠(d), universitate unde au studiat actori precum Mel Gibson, Judy Davis⁠(d) și Hugo Weaving. A studiat timp de doi, însă a renunțat în ultimul an pentru a obține un rol în telenovela australiană The Restless Years⁠(d).
Argue susținea spectacole de stand-up comedy înainte să debuteze în film cu rolul din Gallipoli (1981). A contribuit la redactarea scenariului pentru comedia Snow: The Movie (1982), iar în același an, apare în comedia-dramă Going Down⁠(d). În următorul an obține rolul principal în BMX Bandits⁠(d) (1983) alături de Nicole Kidman. Este nominalizat la categoria cel mai bun actor în rol secundar la Premiile Academiei Australiene a Artelor de Cinema și Televiziune pentru ambele roluri.
După rolul lui Dicko în Fiara, apare într-un rol dublu în Pandemonium⁠(d) (1987) și în comedia Hercules Returns.
Argue a murit de cancer la Melbourne, Australia, pe 30 iulie 2025, la vârsta de 65 de ani.

## Filmografie

### Filme
| An   | Film                             | Rol                                | Note                                                               |
| ---- | -------------------------------- | ---------------------------------- | ------------------------------------------------------------------ |
| 1981 | Gallipoli                        | Snowy                              |                                                                    |
| 1982 | Snow: The Movie                  | Darren                             |                                                                    |
| 1983 | Midnite Spares                   | Rabbit                             |                                                                    |
| 1983 | The Return of Captain Invincible | Italian Salesman                   |                                                                    |
| 1983 | Going Down                       | Greg / Trixie                      | Nominalizat — AACTA Award pentru cel mai bun actor în rol secundar |
| 1983 | BMX Bandits                      | Whitey                             | Nominalizat — AACTA Award pentru cel mai bun actor în rol secundar |
| 1984 | Melvin, Son of Alvin             | Cameraman                          |                                                                    |
| 1984 | Razorback                        | Dicko Baker                        |                                                                    |
| 1985 | Niel Lynne                       | Reg                                |                                                                    |
| 1985 | The Coca-Cola Kid                | Newspaper Vendor                   |                                                                    |
| 1986 | Backlash                         | Trevor Darling                     |                                                                    |
| 1986 | Coming of Age                    | Stoned Cabbie / Street Monster     |                                                                    |
| 1987 | Pandemonium                      | Kales Leadingham / Ding the Dingo  |                                                                    |
| 1988 | Raw Silk                         | William Perry                      | Telemovie                                                          |
| 1990 | Blood Oath                       | Flight Lt. Eddy Fenton             | Alt nume: Prisoners of the Sun                                     |
| 1992 | Hurricane Smith                  | Shanks                             |                                                                    |
| 1993 | Hercules Returns                 | Brad McBain                        |                                                                    |
| 1993 | Crimetime                        |                                    |                                                                    |
| 1993 | Breathing Under Water            | Conductor                          |                                                                    |
| 1994 | No Escape                        | Cellmate                           |                                                                    |
| 1995 | Napoleon                         | Snake, Galah, Desert Mouse, Turtle | Dublaj                                                             |
| 1995 | Angel Baby                       | Dave                               |                                                                    |
| 1996 | Lilian's Story                   | Spruiker                           |                                                                    |
| 2000 | On the Beach                     | Jimmy Nofly                        | Telemovie                                                          |
| 2010 | Road Train                       | Psycho                             |                                                                    |
| 2010 | The Argues: The Movie            |                                    |                                                                    |
| 2014 | The Mule                         | Keith Rutherford                   | Dublaj                                                             |
| TBA  | Astro Loco                       | Lucien                             | Pre-producție                                                      |

### Seriale
- The Restless Years (1977)
- Winners (1985)
- Raw Silk (1988)
- Pirates Island (1991)
- Cluedo (1992)
- Stark (1993)
- Newlyweds (1994) (2 episoade)
- Halfway Across the Galaxy and Turn Left (1994)
- Correlli (1995) - episodul "An Early Release"
- The Beast (1996)
- Water Rats (1997) - episodul "One Dead Rat"
- On the Beach (2000)